# Myth: The Fallen Lords
Myth: The Fallen Lords es la primera entrega de la saga de Myth.
Salió a la venta en noviembre de 1997.
Este juego, a pesar de no ser tan conocido, innovó en muchos aspectos que la gente no estaba acostumbrada a ver en un videojuego de estrategia. Aquí la cámara es completamente tridimensional, lo cual le da un toque más dinámico al juego. Además, no era posible construir edificios para lograr entrenar ejércitos, como es frecuente, sino que con limitadas unidades se debía superar las misiones encomendadas (aunque frecuentemente se recibían refuerzos en el transcurso de la batalla o al llegar a un determinado lugar).

## Jugabilidad
La jugabilidad en Myth: The Fallen Lords es muy sencilla y parecida a otros juegos de estrategia, donde se selecciona con el ratón las unidades a utilizar, para luego cliquear donde se desea moverlas, o el objetivo a atacar.
En cada misión hay un número determinado de unidades que tienen sus propias especialidades. Cada unidad es única, y a medida que va ganando batallas, va ganando puntos por cada víctima derrotada, los cuales son representados por un escudo, en el caso de las Fuerzas de la Luz, o una calavera, en el caso de las Fuerzas de la Oscuridad. A medida que una unidad va ganando puntos, su habilidad en la batalla se va incrementando. Una unidad que no murió en una misión, podrá aparecer en la siguiente si es que es requerida, conservando así todos sus puntos ganados.
Los objetivos de las misiones se van asignando a medida que se juega, pero cada misión posee muchas batallas, en las que generalmente, las Fuerzas de la Luz se ven en desventaja numérica, por lo que deben planear cuidadosas estrategias para ganar.

## Unidades

### Fuerzas de la Luz

#### Unidades normales
Son aquellas unidades que aparecen en las misiones del juego, generalmente en pelotones. Por lo general, en las misiones hay pelotones con unidades de alcance y otras de ataque cuerpo a cuerpo.
- Guerrero (Warrior): Un soldado común, con escudo y espada. Se mueve a velocidad regular. Lo más conveniente es usarlos en grupo.
- Arquero (Archer): Unidad que ataca a larga distancia con arco y flecha. Se mueve a velocidad moderada. Su problema es que no puede pelear frente a frente contra el enemigo, por lo que requiere unos pasos de distancia para poder atacar. Esta desventaja es muy aprovechada por los enemigos, que muchas veces ocupan unidades rápidas para acercarse al arquero.
- Enano (Dwarf): Unidad que ataca a distancia moderada utilizando bombas embotelladas, similares al cóctel molotov. Estas bombas causan una explosión, que muchas veces provoca la muerte o debilitación de grupos de enemigos. También los Enanos cargan con sacos de explosivos, que al dejarlos en el suelo y luego hacerlos estallar con una bomba, causarán mucho más daño. El enano es necesario en algunas misiones para cargar objetos. Al igual que el arquero, tiene la desventaja de requerir una distancia con el enemigo para poder atacar.
- Berserkers: Unidad con espada, más rápida que el guerrero, tanto para moverse como para atacar, pero a diferencia de este, no posee escudo para defenderse. Es conveniente usarlos en grupo.
- Journeyman: Unidad curandera. Para defenderse posee un hacha, pero no es muy bueno en combate, ya que luego de dar unos golpes, escapa si se siente en peligro.
- Capitán Guerrero (Captain Warrior): Generalmente aparece en los batallones de guerreros, comandando al resto. Tiene una mejor habilidad en combate.

#### Unidades especiales
Son unidades exclusivas de algunas misiones del juego, o que juegan un rol protagónico dentro de la trama. Son muy valiosas, a veces de su vida depende la partida.
- Los Cinco Campeones: Estas unidades aparecen en muy pocas misiones. Se trata de 2 Berserkers, un Arquero y un Enano con las habilidades notablemente mejoradas, los cuales casi no fallan ataques y pueden luchar contra grandes batallones enemigos. Además, un Journeyman, que es útil para sanar a las demás unidades.
- Forest Giant: Son unos árboles gigantes con vida, que a pesar de no ser humanos, se alían con las Fuerzas de la Luz. Avanzan increíblemente rápido y pueden derribar al enemigo de un solo golpe. Es la unidad con más fuerza física del juego. Su problema es que al estar cerca de morir queda petrificado, así sin poder moverse ni defenderse, destinado a morir o quedar paralizado por el resto de la misión.
- Dwarven Pathfinder: Es un enano aun mejor que el Enano Héroe (de los Cinco Campeones). Protagoniza una sola misión en el juego, y un nivel secreto. Es brutalmente hábil para arrojar bombas, por lo que se enfrenta a grandes cantidades de enemigos. Comienza siendo invisible, pero esta habilidad es perdida cuando ataca, o cuando el enemigo escucha sus pasos. A medida que va avanzando puede coger bombas especiales: una que con humo azul llama refuerzos (muchos Enanos que caen del cielo en paracaídas) y otra de humo rojo que llama a que caiga del cielo una gran cantidad de sacos de pólvora, lo cual no deja enemigo vivo.
- Alric, el Avatar: Es el líder de las Fuerzas de la Luz, dentro de este juego. Armado con un sable. Tiene la capacidad de hacer fuertes hechizos, de los cuales es posible manipular una tormenta eléctrica, que lanza rayos en cadena hacia los batallones enemigos.

### Fuerzas de la Oscuridad

#### Unidades normales
- Thral: Zombi que ataca con un hacha. Es muy lento para movilizarse y no presta mucha dificultad.
- Soulless: Almas que flotan y atacan a distancia arrojando lanzas. Su habilidad de flote les sirve mucho para pasar por encima de obstáculos o subir a montañas para quedar fuera del alcance enemigo.
- Ghoul: Bestias que corren rápido. Son muy poco resistentes. Atacan con un cuchillo enorme. Algunos portan objetos que luego lanzan para herir al enemigo, estos pueden variar entre huesos, metales afilados e incluso pequeñas bombas que al estallar, queman unidades.
- Wight: Zombi que porta un cuchillo, el cual usa para autodestruirse y causar una gran explosión, lo cual es muy peligroso si lo hace cerca de unidades. Su explosión causa un gran daño, desde quemaduras hasta muertes.
- Myrmidon: Momias que atacan con dos armas de filo. Son muy rápidas para moverse y atacan muy rápido.
- Fetch: Monstruos con forma similar a la del humano, salvo por unos cachos en su cabeza. Atacan usando potentes rayos de electricidad. Son muy peligrosos, y lo más conveniente es eliminarlos a distancia.

#### Unidades especiales
- Shade: Unidad flotante, con un gran poder mágico. Posee un poder similar al de Alric, el cual ataca en cadena a unidades enemigas.
- Trow: Gigantes muy destructivos. De un golpe son capaces de derribar a unidades normales. La mejor unidad para enfrentarlos es el Forest Giant, ya que su poder es similar.
- Balor: Uno de los enemigos principales del juego. Extremadamente poderoso, capaz de lanzar rayos eléctricos a las unidades enemigas, y también de derribarles de un solo golpe. Ocupa una gran espada y su armadura a cuerpo entero no permite ver su identidad mientras se juega. No le afectan las flechas.
- Soulblighter: Otro de los enemigos principales del juego, solamente que este no es posible eliminarlo, al menos en este título. Posee una sorprendente velocidad y un poder de batalla muy potente. No le afectan las flechas. Cuando se encuentra en peligro, se convierte en miles de cuervos que escapan volando.

### Neutrales o sin alianza
- Araña de las cavernas (Cave Spider): Arañas del tamaño de una persona. No son muy resistentes, atacan cuerpo a cuerpo. Sus mayores ventajas son poder trepar muros y aparecer de sorpresa.
- Araña Reina (Queen Spider): Versión gigante de la araña de las cavernas, líder de estas. Es capaz de paralizar si se le ataca de frente, por lo que es recomendable atacarla a distancia o con varias unidades que ataquen cuerpo a cuerpo (de las cuales una será paralizada, pero se le puede salvar si se elimina esta araña a tiempo).
- Aldeanos (Villagers): Personas normales que sufren de la opresión de las Fuerzas de la Oscuridad. Son incapaces de combatir, por lo que en varias ocasiones ayudan con información a las Fuerzas de la Luz, la única esperanza que tienen. Son gente humilde, campesinos agricultores en general.

## Premios
- La revista PC Gamer premió a este videojuego como el Mejor Juego de Estrategia en Tiempo Real del año 1997.
- Computer Gaming World lo premió como Juego de Estrategia del año.
- Macworld Magazine lo premió como Juego del Año.
- Apareció en la lista de los mejores juegos de 1997 en Games Revolution.com